# Ерзурумспор
Ерзурумспор (тур. Erzurumspor) — турецький футбольний клуб з міста Ерзурум.

## Історія
З 1998 по 2001 роки виступав у Першій лізі Туреччини. З 2000 року почав відчувати фінансові труднощі. У 2001 році був переведений до Другої ліги категорії А, а в 2003 році до Другої ліги категорії В. Зрештою, був переведений до Третьої ліги чемпіонату Туреччини після того як 31 січня 2010 року не з'явився на поєдинок проти «Карсспора». В підсумку «Ерзурумспор» вилетів і з третьої ліги турецького чемпіонату й у 2010 році був розформований, а його місце посів «Буюкшехір Беледіє Ерзурумспор», який був заснований в 2005 році. Ця команда в сезоні 2010/11 років стала переможцем Групи А Регіонального аматорського чемпіонату Туреччини й здобула путівку до Третьої ліги.

## Виступи в чемпіонатах
- Суперліга (Туреччина): 1998–2001
- ТФФ Перша ліга: 1973–1974, 1979–1998, 2001–2003
- ТФФ Друга ліга: 1968–1973, 1974–1979, 2003–2010